# 예수 몽케
예수 몽케(Yesü Möngke, Есөнмөнх, ?~1252년)는 차가타이 칸국의 군주(1246/1257~1252)이었다.
칭기즈 칸의 손자로, 차가타이 칸과 예술룬 카툰의 다섯째 아들이었다. 1246년경 그는 카라 훌레구가 몰락한 후 친구이자 사촌인 규유크 칸에 의해 차가타이 간국 의 칸으로 임명되었다. 후임 몽케 칸은 차가타이가의 후계자들을 제거하기 시작했다. 예수 몽케는 해임당한 뒤 오르가나에 의해 처형되었다. 카라 훌레구는 그 이전 위치로 복귀하였다.